# Bactérie pourpre sulfureuse
 (novembre 2022).
 (novembre 2022).
Si vous disposez d'ouvrages ou d'articles de référence ou si vous connaissez des sites web de qualité traitant du thème abordé ici, merci de compléter l'article en donnant les références utiles à sa vérifiabilité et en les liant à la section « Notes et références ».
Ordre
Les bactéries pourpres sulfureuses (aussi appelée bactéries phototrophes sulfo-oxydantes et officiellement Chromatiales) font partie de la famille des bactéries photosynthétiques avec les bactéries vertes sulfureuses et les cyanobactéries. Cependant, contrairement aux cyanobactéries, les bactéries pourpres sulfureuses comme les bactéries vertes sulfureuses ne produisent pas d’oxygène lors de la photosynthèse. Dans le cycle du soufre, ces bactéries oxydent le sulfure d'hydrogène (H2S) en soufre élémentaire (Sn).

## Taxonomie
Les bactéries pourpres sulfureuses sont des γ-protéobactéries, dans les familles Chromatiaceae et les Ectothiorhodospiraceae. Ces bactéries pourpres sulfureuses sont désormais dans l’ordre des Chromatiales, nouveau nom officiel (validé par l'ICSP) de ce groupe de bactéries. Les bactéries pourpres typiques comme Thiospirillum, Thiocapsa et Chromatium se trouvent dans la famille des Chromatiaceae comprenant 22 genres. La famille des Ectothiorhodospiraceae en compte 5.

## Caractéristiques

### Habitat
Ce type de bactéries étant halophile et/ou alcalophile, on les retrouve dans des zones lacustres anaérobies, riche en sulfures[réf. nécessaire]. Quand les conditions du milieu sont idéales, les bactéries pourpres sulfureuses forment des vastes fleurs d’eau[Quoi ?] dans les marécages et les lagunes d’épuration.

### Mobilité
Les bactéries pourpres sulfureuses sont dotées de flagelles polaires et certaines ont une ciliature péritriche (différents flagelles entourant la bactérie)[réf. nécessaire].

### Métabolisme et photosynthèse anoxygénique
Ce groupe de bactéries est anaérobie obligatoire ou stricte, généralement photolithotrophe. Elles ont une croissance à la lumière uniquement dans un milieu sans oxygène car celui-ci inhibe la synthèse des pigments des bactéries pourpres sulfureuses.
Elles réalisent une photosynthèse anoxygénique (en absence d’oxygène).
Ces types de bactéries n'utilisent pas l’eau comme source d’électrons pour amorcer les réactions, elles utilisent alors le sulfure d’hydrogène, le soufre, l’hydrogène ou une matière organique. À la place de produire de l’oxygène comme les plantes, elles forment souvent des granules de soufre. Elles utilisent la lumière comme source d’énergie pour fixer le CO2 (source de carbone). Elles oxydent le sulfure d’hydrogène (H2S) en soufre (S2) et l’accumulent à l’intérieur de la cellule sous la forme de granules de soufre, en général dans des invaginations de la membrane plasmique. 
n CO2 + 2n H2S + hν → CnH2nOn + n H2O + 2n S
À l’exception de la bactérie Ectothiorhodospira qui fait des dépôts extracellulaires de globules de soufre, elles peuvent aussi oxyder le soufre (S2) en sulfate (SO42−) et dans certains cas l’hydrogène (H2). Ces composés soufrés cités font office de donneurs d’électrons, ces derniers vont transiter à travers le système photosynthétique.
Le système photosynthétique de ces bactéries est contenu dans des complexes membranaires sphériques ou lamellaires, en continuité avec la membrane plasmique. Les « antennes » (capteurs d’électrons) forment un complexe pigment-protéine collecteur associé à un centre réactionnel et ayant pour fonction principale l'absorption de l'énergie lumineuse. Elles sont constituées d'environ 200 molécules de chlorophylle par centre. Les bactéries possèdent un centre réactionnel appelé P 870*. L'énergie reçue est canalisée vers le centre réactionnel, dont la section efficace de capture de la lumière se trouve multipliée par près de 200.
Les pigments permettant de réaliser cette photosynthèse sont les bactériochlorophylles a ou b. Ces pigments permettent une absorption des ondes électromagnétiques hors du spectre visible, puisqu'elles vivent dans des zones aquatiques profondes. À la surface d’eaux stagnantes comme les lacs et les étangs, on trouve une couche dense d’algues et de cyanobactéries absorbant une grande partie de la lumière bleue et rouge. L’absorption de grandes longueurs d'onde (rouge lointain) par leurs pigments par rapport à ceux des cyanobactéries ou des algues vertes permet aux bactéries pourpres et vertes d'utiliser l'énergie non utilisée, mais l'énergie à ces grandes longueurs d'onde est plus réduite.
Les couleurs caractéristiques des bactéries pourpres sulfureuses sont liées à la présence de plusieurs pigments accessoires. Chez ces types de bactéries, ce sont des caroténoïdes jaunes et rouges.

## Liste de familles

### Familles validement publiées
Selon la LPSN (8 novembre 2022) :
- Chromatiaceae Bavendamm 1924
- Ectothiorhodospiraceae Imhoff 1984
- Granulosicoccaceae Lee et al. 2008
- Halothiobacillaceae Kelly & Wood 2005
- Thioalkalibacteraceae Boden 2017
- Thioalkalispiraceae Mori et al. 2011
- Thioprofundaceae Kojima et al. 2017
- Wenzhouxiangellaceae Wang et al. 2015
- Woeseiaceae Du et al. 2016

### Familles en attente de publication valide
Selon la LPSN (8 novembre 2022) :
- « Aquichromatiaceae » Yang et al. 2017
- « Halorhodospiraceae » Imhoff et al. 2022